# Roar (canción)
«Roar» —en español: «Rugir»— es una canción de la cantante estadounidense Katy Perry. Se lanzó el 10 de agosto de 2013 por Capitol Records como el sencillo principal de su cuarto álbum de estudio, Prism (2013). Perry trabajó en la letra junto a Bonnie McKee y los productores Dr. Luke, Max Martin y Cirkut. Esta pista de power pop, con influencias de arena rock, trata sobre la importancia de defenderse, levantar la voz y fortalecer la confianza en uno mismo.
Para promocionar este sencillo, la intérprete ofreció una serie de presentaciones. Actuó bajo el Puente de Brooklyn durante los MTV Video Music Awards de 2013, en The X Factor Australia en octubre del mismo año, y en la emblemática Ópera de Sídney. Posteriormente, en noviembre, participó en el programa de televisión alemán Schlag den Raab. El video musical, dirigido por Grady Hall y Mark Kudsi, muestra a la artista adaptándose a la selva tras sobrevivir a un accidente aéreo, donde finalmente domestica a un tigre. La canción fue nominada a «Canción del año» y «Mejor interpretación pop solista» en la 56.ª edición de los premios Grammy.
La pieza fue un rotundo éxito comercial, dominando las listas de popularidad en países como Australia, Austria, Canadá, Irlanda, Israel, Líbano, Nueva Zelanda, Escocia, Eslovenia, Corea del Sur, el Reino Unido y Estados Unidos. Para finales de 2013, el tema había vendido más de 9,9 millones de unidades a nivel mundial, combinando ventas y reproducciones en plataformas de streaming, de acuerdo con la Federación Internacional de la Industria Fonográfica (IFPI). En Estados Unidos, las ventas superaron los 6,6 millones de copias, mientras que en el Reino Unido rebasaron el millón. En Australia, fue la canción más vendida del año, con 560 000 copias, y se colocó como el séptimo sencillo más vendido de la década de 2010 en dicho país. La pista también recibió certificaciones destacadas: cinco veces diamante en Brasil, dos veces diamante en Australia y quince veces platino en Estados Unidos.
Al alcanzar el estatus de Diamante, la cantante se convirtió en la primera artista en la historia de Estados Unidos en tener tres sencillos con esta certificación. Sus otros dos éxitos, «Firework» y «Dark Horse», también obtuvieron esta distinción. Además, el video musical de la canción alcanzó los 3 mil millones de vistas en YouTube en febrero de 2020, convirtiéndose en el primer video protagonizado por una mujer en llegar a tal cifra. En mayo de 2024, este mismo video superó los 4 mil millones de reproducciones.

## Producción y composición

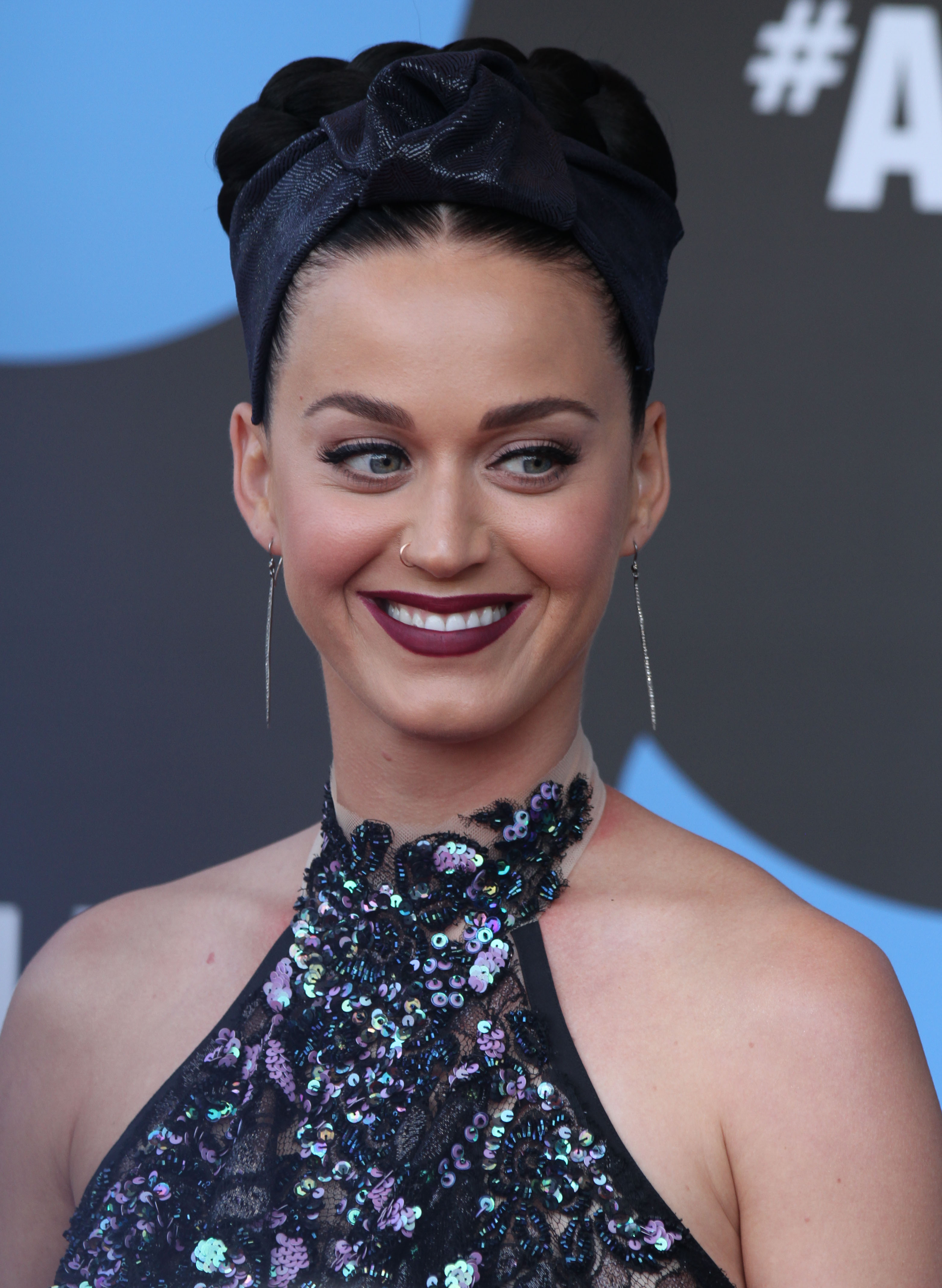
Perry se inspiró en su matrimonio fallido con Russell Brand para la composición del tema.

Serban Ghenea se encargó de la mezcla de la canción en MixStar Studios. «Roar» se grabó en cuatro estudios diferentes: Luke's in the Boo, Playback Recording Studio y Secret Garden Studios, todos en California, además de MXM Studios en Estocolmo, Suecia. La cantante y compositora trabajó en esta pieza junto a Bonnie McKee y los productores Dr. Luke, Max Martin y Cirkut. El desarrollo completo de la pista ocurrió en marzo de 2013. McKee afirmó a MTV que «Roar» es una canción sobre «levantarte, sacudirte el polvo y seguir adelante», destacando su fuerte mensaje de empoderamiento femenino y describiéndola como una revelación personal. La intérprete explicó que escribió el tema tras asistir a terapia, ya que se sentía cansada de reprimir sus emociones y no expresar sus sentimientos.
Musicalmente, la canción presenta un estilo de power pop con influencias de arena rock. Durante la pieza, la cantante expone su voz característica y repite «¡Hey!» en varias ocasiones de manera similar a la banda The Lumineers. La instrumentación destaca por los contundentes pianos y los retumbantes tambores de bajo. Music Notes publicó la partitura en Si bemol mayor, con un compás de 4/4 y un tempo moderado de 90 pulsaciones por minuto. El rango vocal de la intérprete abarca desde Si bemol hasta mi bemol, mientras que la música sigue la progresión de acordes Si bemol menor–Do menor–Sol menor–Mi menor. El tema comparte su mensaje de empoderamiento con otro éxito de la artista, «Firework». La intérprete destacó que esta pista habla sobre levantarse, alzar la voz y defenderse.

## Lanzamiento
La cantante anunció que el primer sencillo de Prism sería la pieza «Roar», y para acompañar su estreno, presentó un video teaser en el que se la ve quemar una peluca azul. Más adelante, aparecieron otros teasers en YouTube. En uno de ellos, la intérprete asistía a un funeral junto a un ataúd adornado con su icónico vestido de pinwheels rosa y blanco. En otro video, se la veía entrar en una cabina de grabación vistiendo una chaqueta «retro», que luego apareció en la portada del sencillo, revelada el 8 de agosto de 2013. Esta imagen incluía un borde con estampado de tigre, mientras la artista lucía una chaqueta de seda japonesa azul con un tigre impreso en la espalda.
El mismo día que la pista fue lanzada digitalmente, se publicó en YouTube un video con la letra. Este video, producido por Joe Humpay, Aya Tanimura, Tim Zimmer y Tuan Le, mostraba a la cantante realizando actividades cotidianas como desayunar, ir al baño y tomar una ducha, mientras enviaba mensajes de texto a sus amigos con la letra de la pieza. Algunas palabras eran reemplazadas por Emojis, lo que añadía un toque lúdico. Sin embargo, el video no estuvo exento de controversia, ya que el productor musical Dillon Francis acusó a la intérprete de copiar el concepto de mensajería instantánea que él había utilizado previamente en su video «Messages».
El primer teaser de la canción fue presentado el 2 de agosto de 2013. Ese mismo día, la cantante anunció que la fecha oficial de lanzamiento en Estados Unidos sería el 12 de agosto, y que la pieza llegaría a las radios el 13 de agosto. A pesar de este plan, el sencillo se filtró dos días antes, el 10 de agosto. En el Reino Unido, la fecha original de lanzamiento estaba prevista para el 8 de septiembre, pero la intérprete anunció el 30 de agosto que se adelantaría al 1 de septiembre.

### Acusaciones de plagio
Después del lanzamiento de «Roar», surgieron muchas acusaciones contra Perry por copiar «Brave» de Sara Bareilles. Al preguntarle directamente a Bareilles sobre la controversia, ella respondió: «Katy es amiga mía, nos conocemos desde hace muchísimo tiempo», y mostró su disgusto por la «connotación negativa hacia dos artistas que eligen compartir mensajes positivos». Bareilles también señaló que ya sabía de la existencia de «Roar» antes de su lanzamiento y afirmó: «Si yo no estoy enojada, no entiendo por qué alguien más lo estaría». Para defenderse de las acusaciones, Dr. Luke publicó un tuit el 14 de agosto de 2013 donde afirmó: «Roar se escribió y grabó antes de que Brave saliera». La controversia ayudó a «Brave» a ganar más atención, lo que llevó a que la discográfica de Bareilles, Epic Records, decidiera promover la canción en emisoras de radio pop mainstream.

## Rendimiento

### Crítica
Miriam Coleman, de Rolling Stone, destacó el «ritmo pop suave» de la canción y mencionó sus «refranes repetidos», elementos clave que, según ella, convirtieron la canción en una «nota decidida para el nuevo álbum». James Montgomery, de MTV, calificó la pista como «una de las más perfectas canciones pop en mucho tiempo». Gerrick D. Kennedy, de Los Angeles Times, dio una reseña positiva y describió «Roar» como «una dulce confección pop, aunque con un toque mordaz». Melinda Newman, de HitFix, vio el sencillo como un «cambio de ritmo» para Perry. Andrew Hampp, de Billboard, opinó que volvía al estilo de su álbum One of the Boys, pero criticó tanto su tempo como sus letras, afirmando que «rara vez superan los clichés fáciles y las rimas predecibles». Sal Cinquemani, de Slant Magazine, comparó la pieza con «un aullido más que un rugido».

### Comercial

#### Norteamérica
En el Billboard Hot 100, el sencillo debutó en el puesto 85 durante la semana que terminó el 24 de agosto de 2013, gracias a su amplia difusión en las radios. Una semana después, al ponerse a la venta, la pista alcanzó las 557 000 copias digitales. Con esto, la cantante obtuvo las mayores ventas en una primera semana durante todo 2013. Además, rompió su propio récord, que había establecido con «Firework», vendiendo más de 509 000 copias digitales en enero de 2011. La pieza escaló ochenta y tres posiciones, saltando del puesto 85 al número dos en su segunda semana, consolidándose como la duodécima ocasión en que la compositora se colaba al top 10 de Estados Unidos. Este fue también su noveno sencillo consecutivo que llegó al top 3 del Hot 100. Solo una semana más tarde, la canción se colocó en el número uno el 14 de septiembre de 2013, convirtiéndose en el octavo tema de la artista que llegaba a la cima del Hot 100, además de ser su noveno número uno en ventas digitales, con 448 000 copias vendidas. El sencillo dominó el primer lugar durante dos semanas antes de que «Wrecking Ball» de Miley Cyrus lo desplazara. En su séptima semana, la pista saltó del número dos al número uno, alcanzando una audiencia de 159 millones de oyentes y logrando el sexto número uno de la cantante en el Billboard Hot 100 Airplay. Esto también marcó su ascenso más rápido hasta el primer puesto.
El tema ocupó el número uno en las listas Mainstream Top 40 y Adult Pop Songs de Estados Unidos. Al llegar al primer lugar en Pop Songs, la compositora sumó su décimo número uno, empatando con Rihanna como la artista con más números uno en esa lista. En Adult Pop Songs, la intérprete también logró un hito importante: consiguió su octava canción en alcanzar el primer lugar, empatando con Maroon 5 y Pink como los artistas con más éxitos en esa lista. La pista rompió un récord al ascender más rápido al primer puesto, superando su propio logro con «California Gurls» en 2010. Además, estableció nuevos récords de difusión, ya que el sencillo se convirtió en la canción más reproducida en una sola semana, con 16 065 y 5 309 reproducciones en las listas correspondientes.
El sencillo también llegó al número uno en las listas Adult Contemporary y Hot Dance Club Songs. Además, dominó las listas On Demand y Streaming, con picos de 2.1 millones de reproducciones bajo demanda y 12 millones de reproducciones en streaming. Durante su decimoséptima semana, la pista superó las cuatro millones de ventas digitales, convirtiéndose en la canción que más rápido alcanzó esa cifra en la historia digital. A finales de 2013, las ventas del tema llegaron a 4.41 millones, posicionándolo como la sexta canción más vendida del año. La intérprete cuenta con ocho canciones que han superado los cuatro millones de ventas, entre ellas «Firework» (7.3 millones), «Roar» (6.4 millones), «Dark Horse» (6.3 millones), «E.T.» (5.9 millones), «California Gurls» (5.8 millones), «Hot n Cold» (5.7 millones), «Teenage Dream» (4.9 millones) y «I Kissed a Girl» (4.7 millones), lo que la convierte en la artista con más temas que superan esa cifra. Hasta agosto de 2020, la pista acumulaba 6 600 000 copias vendidas en Estados Unidos. En junio de 2017, cuando la RIAA certificó el sencillo como Diamante, la cantante se convirtió en la primera artista en lograr esa certificación con tres canciones. En julio de 2024, la pista recibió la certificación 15× Platino por la RIAA.
El 31 de agosto de 2013, la pieza debutó en el número uno del Canadian Hot 100, impulsada por sus descargas digitales. Al hacerlo, se convirtió en la undécima canción que debutaba en el número uno de esa lista y en el tercer debut número uno de la intérprete, estableciéndola como la artista con más debuts en el primer lugar. Además, logró su noveno número uno en el Canadian Hot 100, superando a Rihanna por la mayor cantidad de sencillos en la cima. Hasta el momento, ha permanecido cinco semanas no consecutivas en el primer lugar. El sencillo también dominó la Canadian Digital Chart durante tres semanas no consecutivas, logrando su sexto número uno en esa lista. En México, la pista también alcanzó el primer lugar en la lista de difusión en inglés de Monitor Latino.

#### Europa, Oceanía y Asia
En el Reino Unido, «Roar» debutó en el número uno del UK Singles Chart el 8 de septiembre de 2013. Vendió 179 500 copias en su primera semana y terminó el dominio de «Burn» de Ellie Goulding. Fue el cuarto sencillo de Perry en alcanzar el número uno en el país. Se mantuvo dos semanas en la cima hasta que «Talk Dirty» de Jason Derulo con 2 Chainz lo reemplazó. También encabezó la lista de Escocia y el Irish Singles Chart. En 2013, fue la sexta canción más vendida del Reino Unido, y en enero de 2015 superó el millón de copias vendidas, convirtiéndose en su segundo sencillo en lograrlo tras «Firework». Este éxito colocó a Katy Perry entre los 18 artistas con más de un millón de ventas en el país. Para septiembre de 2017, alcanzó 1 112 787 copias vendidas y recibió la certificación de cuádruple platino por la Industria Fonográfica Británica (BPI). La canción llegó al número cuatro en Italia, donde la Federación de la Industria Musical Italiana la certificó platino al superar las 15 000 copias digitales. En España, alcanzó el número cinco según PROMUSICAE. En Austria, llegó al número uno en el Ö3 Austria Top 40, mientras que en Alemania y Suiza ocupó los puestos dos y tres, respectivamente. En Bélgica, alcanzó el número cinco en Flandes y el siete en Valonia. En Francia, llegó al número seis y se colocó entre los cinco primeros en Noruega. También estuvo en el top diez de las listas de radio en República Checa, Hungría y Eslovaquia. En las listas digitales de Billboard, llegó al número dos en Grecia y Luxemburgo, y al octavo en Portugal.

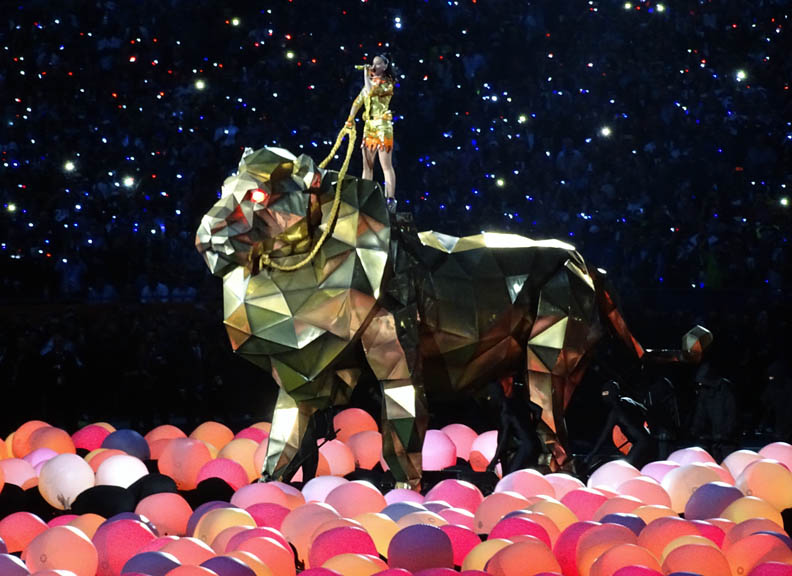
Perry interpretando «Roar» durante el espectáculo de medio tiempo del Super Bowl XLIX.

El sencillo debutó en el número uno en Nueva Zelanda tras cuatro días de ventas. Fue su noveno número uno, su segundo debut en esa posición y su undécimo top diez. En menos de cinco semanas, la Recording Industry Association of New Zealand lo certificó cuatro veces platino, con más de 60 000 unidades vendidas. La canción está entre los 50 sencillos más vendidos de todos los tiempos en Nueva Zelanda, junto a otros éxitos de Perry como «California Gurls», «Firework» y «E.T.». En Australia, fue su tercer sencillo en alcanzar el número uno en el ARIA Singles Chart, tras «I Kissed a Girl» y «California Gurls». Dominó las listas durante nueve semanas y vendió 560 000 copias a finales de 2013, recibiendo la certificación de 20 veces platino por la ARIA. En Venezuela, llegó al número dos en la lista Pop Rock. En Corea del Sur, alcanzó el número uno en la Gaon Chart. En Japón, entró en el puesto siete del Japan Hot 100. Alcanzó el primer lugar en las listas de Media Forest en Israel y en Líbano, mientras que en Sudáfrica llegó al número dos en la lista EMA de radio.
En Rusia, debutó en el número 395 en la lista semanal de Tophit el 25 de agosto de 2013 y subió hasta el quinto puesto el 17 de noviembre de 2013. En la lista de elección del público de Tophit, alcanzó el tercer lugar el 27 de octubre de 2013. Según la Federación Internacional de la Industria Fonográfica (IFPI), vendió 9,9 millones de unidades a nivel mundial en 2013, siendo el quinto sencillo más vendido del año.

## Video musical
La filmación del video musical de «Roar» tuvo lugar entre el 7 y el 9 de agosto de 2013. El 12 de agosto de ese mismo año, lanzaron un video con la letra de la canción. El video oficial se publicó el 5 de septiembre de 2013 bajo la dirección de Grady Hall y Mark Kudsi, con escenas grabadas en el Arboreto y Jardín Botánico del Condado de Los Ángeles. Antes de su estreno, el 25 de agosto de 2013, subieron un adelanto de 21 segundos. Además, Nokia presentó un video de dos minutos que mostraba el detrás de cámaras el 4 de septiembre de 2013. Posteriormente, el 14 de noviembre de 2013, publicaron un extenso video de 17 minutos con más detalles del detrás de cámaras en Vevo. Finalmente, el 13 de mayo de 2024, el video musical de «Roar» alcanzó la impresionante cifra de 4 mil millones de visualizaciones, lo que convirtió a Katy Perry en la primera mujer artista en llegar a tal número de vistas en la plataforma.

### Recepción
Al momento de su lanzamiento, el video musical recibió críticas mixtas de los críticos. Los colaboradores de Idolator, Robbie Daw, Sam Lansky y Carl Willott, dieron principalmente reseñas poco entusiastas. Daw consideró que la publicación de un video tan «seguro» fue una decepción para la cantante y expresó su ansia por el próximo sencillo. Por su parte, Lansky comparó la «audacia» de la pieza con la de un «anuncio de antitranspirante para mujeres». Willott, en cambio, dividió el video en lo que él consideraba «bueno en su cursilería» y «malo en su cursilería»: destacó el decorado falso, la actuación de la intérprete y el final, pero criticó la imagen generada por computadora (CGI), a la que consideró «tonta», la colocación de productos y el «duelo de rugidos» que tuvo con un tigre, que consideró «demasiado literal». El único escritor del sitio que dio una reseña favorable a la pieza fue Mike Wass, quien apreció los «elementos de comedia camp» en ella, señalando que se inspiraba en el video musical de «Doctor Jones» del grupo de dance pop Aqua. En total, las reseñas obtuvieron una puntuación promedio de aproximadamente 6 de 10.
James Montgomery, de MTV News, creía que el video se inspiraba en Sheena, Reina de la Selva, y afirmaba que la producción no se tomaba demasiado en serio, describiéndola como «camp». El escritor de Slant Magazine, Sal Cinquemani, fue neutral respecto al video, señalando que aunque Prism se promocionaba como un cambio para la compositora, tanto la pista como su video no lo eran. La artista recibió críticas de PETA por usar animales exóticos en el video de la canción. Merrilee Burke, de PETA, declaró: «Los animales usados para entretenimiento sufren una crueldad horrible y padecen un confinamiento extremo y métodos de entrenamiento violentos». Burke también afirmó que los animales involucrados en el video musical fueron supuestamente proporcionados por una empresa que fue criticada por funcionarios estadounidenses. La intérprete respondió a las críticas obteniendo una carta de la American Humane Association, que tuvo representantes presentes durante los tres días de filmación. La carta afirmaba: «Después de revisar los informes, creemos que se siguieron las Directrices para el Uso Seguro de Animales en Medios Filmados y que ningún animal fue dañado en la realización de este video musical».
El 7 de julio de 2015, el video musical de la pista se convirtió en el cuarto video en alcanzar mil millones de visualizaciones en Vevo, lo que convirtió a la cantante en la primera artista en la historia en tener dos videos musicales con más de mil millones de vistas.

## Premios y nominaciones
| Año  | Premio                          | Categoría                                   | Resultado | Ref.    |
| ---- | ------------------------------- | ------------------------------------------- | --------- | ------- |
| 2014 | NRJ Music Awards                | Canción internacional favorita              | Ganadora  | [ 109 ] |
| 2014 | ASCAP Pop Music Awards          | Canción más interpretada                    | Ganadora  | [ 110 ] |
| 2014 | Billboard Music Awards          | Canción más escuchada del Hot 100           | Nominada  | [ 111 ] |
| 2014 | Billboard Music Awards          | Mejor canción digital                       | Nominada  | [ 111 ] |
| 2014 | Billboard Music Awards          | Mejor canción digital                       | Nominada  | [ 111 ] |
| 2014 | Billboard Music Awards          | Canción más escuchada (vídeo)               | Nominada  | [ 111 ] |
| 2014 | Premios BMI                     | Canción premiada                            | Ganadora  | [ 112 ] |
| 2014 | Premios Grammy                  | Canción del año                             | Nominada  | [ 113 ] |
| 2014 | Premios Grammy                  | Mejor interpretación pop solista            | Nominada  | [ 113 ] |
| 2014 | MTV Video Music Awards Japan    | Vídeo del año                               | Nominada  | [ 114 ] |
| 2014 | MTV Video Music Awards Japan    | Mejor vídeo femenino                        | Nominada  | [ 114 ] |
| 2014 | Nickelodeon Kids' Choice Awards | Canción favorita                            | Nominada  | [ 115 ] |
| 2014 | Premios People's Choice         | Canción favorita                            | Ganadora  | [ 116 ] |
| 2014 | Premios People's Choice         | Vídeo musical favorito                      | Ganadora  | [ 116 ] |
| 2014 | Premios Juventud                | Tema musical no en español que más te gusta | Nominada  | [ 117 ] |
| 2014 | Radio Disney Music Awards       | Canción del año                             | Nominada  | [ 118 ] |

## Promoción y actuaciones en vivo

### Promoción
El 16 de septiembre de 2013, los Cincinnati Bengals sorprendieron a todos al utilizar inesperadamente «Roar» durante las presentaciones de los jugadores en su partido inaugural en casa contra los rivales Pittsburgh Steelers, en el famoso Monday Night Football. Eligieron la pieza para conectar el tema de la jungla con el apodo del equipo, los «Bengals». A lo largo del encuentro, la pista sonó varias veces en los descansos. A pesar de la victoria de los Bengals por 20-10, el uso del tema generó críticas de los aficionados e incluso de algunos jugadores del equipo. Un hincha comentó al Wall Street Journal que los seguidores de los Steelers, sentados cerca de él, se rieron de los aficionados de los Bengals durante todo el partido. Cabe destacar que los Steelers han usado de manera recurrente el tema «Renegade» de Styx en el Heinz Field desde 2001. Cuatro días después de la controversia, el equipo se disculpó públicamente y anunció que, aunque la canción no sería eliminada del todo del Estadio Paul Brown, a partir de entonces utilizarían una pista de hard rock o rock clásico para las presentaciones.
Por otro lado, «Roar» se convirtió en la canción temática de la tenista número 1 del mundo, Serena Williams, durante el Abierto de Estados Unidos 2014. Williams, vestida con un llamativo atuendo de leopardo a juego, conquistó el campeonato.

### Actuaciones en vivo

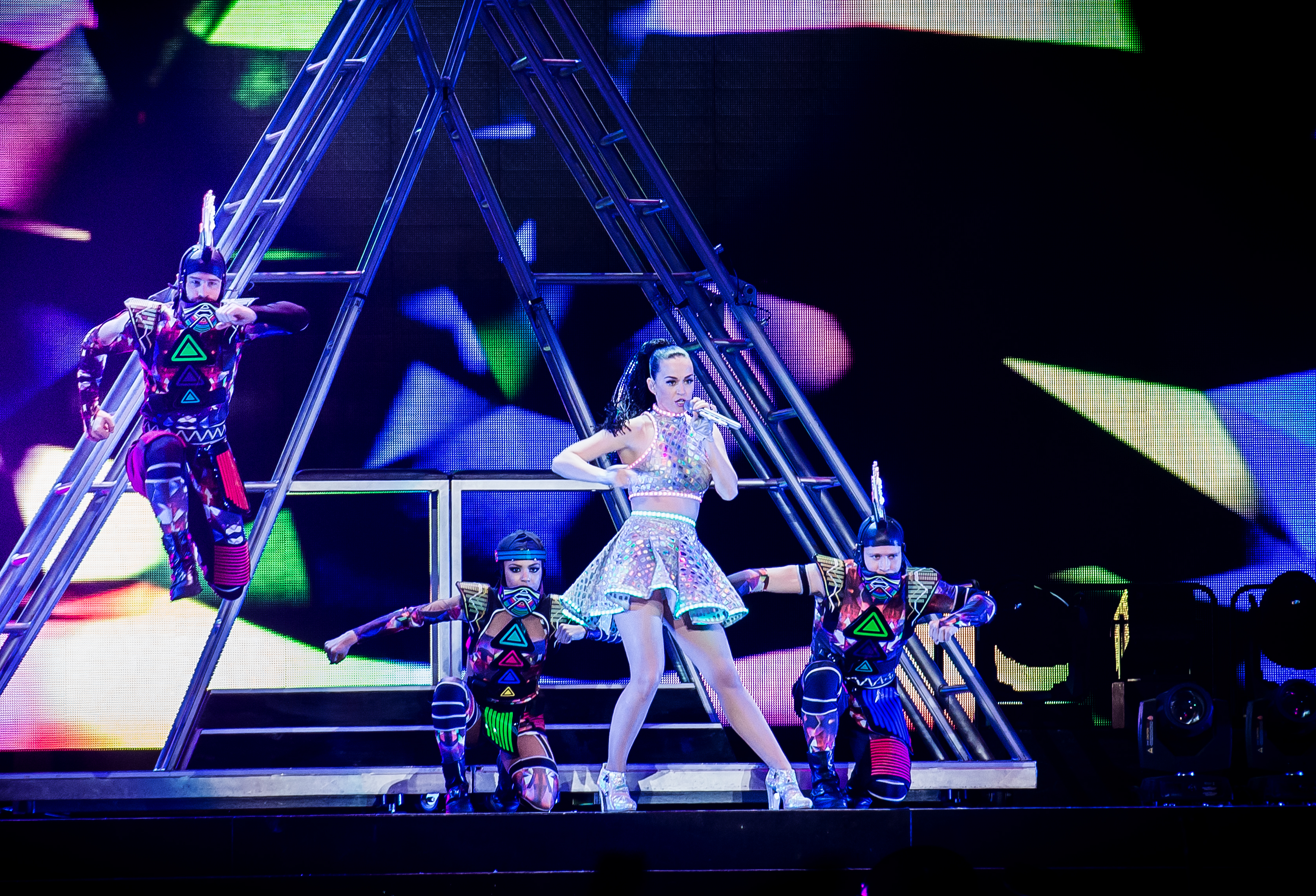
Perry interpretando «Roar» en Berlín.

La cantante presentó por primera vez «Roar» en los MTV Video Music Awards de 2013, en un ring de boxeo diseñado bajo el puente de Brooklyn, al final de la ceremonia. Interpretó el tema en Saturday Night Live el 12 de octubre de 2013. Esa actuación recibió el premio a la «Actuación más icónica» en los MTV Video Music Awards de 2024. Durante el evento We Can Survive: Music for Life el 23 de octubre de 2013, la compositora cantó la pieza junto a Sara Bareilles, Bonnie McKee, Ellie Goulding, Kacey Musgraves y el dúo Tegan and Sara. También presentó el sencillo en la versión australiana de The X Factor el 28 de octubre de 2013. Al día siguiente, realizó la interpretación en la Ópera de Sídney. El 16 de noviembre de 2013, actuó en el programa alemán Schlag den Raab. El 14 de diciembre de 2013, la cantante se presentó en los NRJ Music Awards, pero enfrentó problemas técnicos que interrumpieron su actuación a mitad de la pista. El presentador pidió reiniciar la presentación, lo que llevó a muchos a pensar que había sincronizado los labios. Más tarde, NRJ se disculpó con la intérprete y aclaró que ella cantó en vivo, pero se reprodujo la mezcla incorrecta de la pieza, lo que causó la falta de sincronización visual con la pista de fondo.

## Formatos y lista de canciones
| Sencillo en CD |                       |          |  |
| N.º            | Título                | Duración |  |
| 1.             | «Roar»                | 3:42     |  |
| 2.             | «Roar (Instrumental)» | 3:42     |  |
| 7:24           |                       |          |  |

## Créditos y personal
Créditos adaptados de las notas del álbum Prism.
- Katy Perry - voz y composición
- Bonnie McKee - letra
- Dr. Luke - composición y producción
- Max Martin - composición y producción
- Cirkut - composición y producción
- Michael Ilbert - grabación
- Sam Holland - grabación
- Peter Carlsson - grabación
- Clint Gibbs - grabación
- Elliott Lanam - asistente de grabación
- Justin Fox - asistente de grabación
- Rachael Findlen - asistente de grabación
- John Hanes - mezcla de audio
- Serban Ghenea - mezcla
- Chris Gehringer - masterización
- Irene Richter - coordinadora de producción

## Posicionamiento en listas

### Semanales
| Brasil            | Billboard Brasil Hot 100     | 28 |
| Brasil            | Brazil Hot Pop Songs         | 5  |
| Canadá            | Canadian Hot 100             | 1  |
| Canadá            | AC Airplay                   | 1  |
| Canadá            | CHR/Top 40 Airplay           | 1  |
| Canadá            | Hot AC Airplay               | 1  |
| Chile             | Chile Top Singles            | 1  |
| Estados Unidos    | Billboard Hot 100            | 1  |
| Estados Unidos    | Adult Contemporary           | 1  |
| Estados Unidos    | Adult Top 40                 | 1  |
| Estados Unidos    | Digital Songs                | 1  |
| Estados Unidos    | Hot Dance Club Songs         | 1  |
| Estados Unidos    | Mainstream Top 40            | 1  |
| Estados Unidos    | Rhythmic Songs               | 6  |
| México            | Monitor Latino               | 1  |
| Venezuela         | Pop Rock General             | 2  |
| Asia              |                              |    |
| Europa            |                              |    |
| Alemania          | German Singles Chart         | 2  |
| Austria           | Ö3 Austria Top 75            | 1  |
| Bélgica (Flandes) | Ultratop 50                  | 5  |
| Bélgica (Valonia) | Ultratop 40                  | 6  |
| Dinamarca         | Tracklisten Top 40           | 2  |
| Escocia           | Scottish Singles Chart       | 1  |
| España            | Top 50 Canciones             | 5  |
| Finlandia         | Suomen virallinen lista      | 9  |
| Francia           | French Singles Chart         | 5  |
| Grecia            | Greece Digital Songs         | 2  |
| Hungría           | Rádiós Top 40 játszási lista | 3  |
| Irlanda           | Irish Singles Chart          | 1  |
| Italia            | Italian Singles Chart        | 4  |
| Noruega           | Norwegian Singles Chart      | 4  |
| Países Bajos      | Dutch Singles Chart          | 2  |
| Polonia           | Polish Airplay Top 20        | 2  |
| Portugal          | Portugal Digital Songs       | 8  |
| Reino Unido       | UK Singles Chart             | 1  |
| República Checa   | Rádio Top 100                | 2  |
| Suecia            | Swedish Singles Chart        | 5  |
| Suiza             | Swiss Singles Chart          | 3  |
| Oceanía           |                              |    |
| Australia         | Australian Singles Chart     | 1  |
| Nueva Zelanda     | NZ Top 40 Singles            | 1  |

### Mensuales
| País | Lista (2013)   | Mejor posición |
| ---- | -------------- | -------------- |
| Perú | Unimpro Top 20 | 1              |

## Certificaciones
| Territorio     | Organismo certificador | Certificación | Ventas certificadas | Ref.    |         |         |         |
| América        | América                | América       | América             | América | América | América | América |
| -------------- | ---------------------- | ------------- | ------------------- | ------- | ------- | ------- | ------- |
| Canadá         | CRIA                   | 10× Platino   | 800 000             | [ 163 ] |         |         |         |
| Estados Unidos | RIAA                   | Diamante      | 10 200 000          | [ 166 ] |         |         |         |
| México         | AMPROFON               | 2× Platino    | 150 000             | [ 167 ] |         |         |         |
| Venezuela      | APFV                   | 4× Platino    | 40 000              | [ 168 ] |         |         |         |
| Europa         |                        |               |                     |         |         |         |         |
| Alemania       | BVMI                   | Platino       | 300 000             | [ 169 ] |         |         |         |
| Austria        | IFPI — Austria         | Platino       | 30 000              | [ 170 ] |         |         |         |
| Bélgica        | BEA                    | Oro           | 15 000              | [ 171 ] |         |         |         |
| Dinamarca      | IFPI                   | 2× Platino    | 120 000             | [ 172 ] |         |         |         |
| Italia         | FIMI                   | 2× Platino    | 60 000              | [ 173 ] |         |         |         |
| Noruega        | IFPI — Noruega         | Platino       | 10 000              | [ 174 ] |         |         |         |
| Reino Unido    | BPI                    | 2× Platino    | 1 200 000           | [ 176 ] |         |         |         |
| Suecia         | GLF                    | 4× Platino    | 160 000             | [ 177 ] |         |         |         |
| Oceanía        |                        |               |                     |         |         |         |         |
| Australia      | ARIA                   | 11× Platino   | 770 000             | [ 178 ] |         |         |         |
| Nueva Zelanda  | RIANZ                  | 4× Platino    | 60 000              | [ 179 ] |         |         |         |

## Historial de lanzamientos
| País           | Fecha                   | Formato          | Discográfica         | Ref.    |
| -------------- | ----------------------- | ---------------- | -------------------- | ------- |
| Estados Unidos | 20 de agosto de 2013    | Emisión radial   | Capitol              | [ 180 ] |
| Estados Unidos | 27 de agosto de 2013    | Descarga digital | Capitol              | [ 23 ]  |
| Alemania       | 27 de agosto de 2013    | Descarga digital | Capitol · Virgin EMI | [ 140 ] |
| Australia      | 27 de agosto de 2013    | Descarga digital | Capitol · Virgin EMI | [ 160 ] |
| Brasil         | 27 de agosto de 2013    | Descarga digital | Capitol              | [ 181 ] |
| Reino Unido    | 3 de septiembre de 2013 | Descarga digital | Virgin EMI           | [ 26 ]  |
| Alemania       | 8 de octubre de 2013    | Sencillo en CD   | Capitol · Virgin EMI | [ 140 ] |
| Australia      | 8 de octubre de 2013    | Sencillo en CD   | Capitol · Virgin EMI | [ 160 ] |
| Hong Kong      | 28 de enero de 2014     | Sencillo en CD   | Capitol              | [ 182 ] |